# Огнєн Враньєш
Огнєн Враньєш (босн. Ognjen Vranješ, нар. 24 жовтня 1989, Баня-Лука) — боснійський футболіст, захисник, фланговий півзахисник грецького клубу АЕК.

## Клубна кар'єра
У дорослому футболі дебютував 2008 року виступами за команду клубу «Борац» (Баня-Лука), в якій провів один сезон, взявши участь у 13 матчах чемпіонату.
Своєю грою за цю команду привернув увагу представників тренерського штабу клубу «Црвена Звезда», до складу якого приєднався 2009 року. Відіграв за белградську команду наступні два сезони своєї ігрової кар'єри, проте регулярним гравцем її основного складу не став. Натомість частину періоду свого контракту з белградцями провів в оренді у клубах «Напредак» (Крушевац) та «Шериф».
Протягом 2011—2014 років виступав в Росії, де грав за «Краснодар» та «Аланію».
До складу турецького клубу «Елязигспор» приєднався на початку 2014 року, відіграв за клуб півроку, за який встиг зіграти за клуб у 13 матчах національного чемпіонату. Деякий час у кінці року перебував у таборі чеського клубу «Пршибрам», але клуб так і не отримав трансферного сертифіката футболіста, і Враньєш покинув клуб, не зігравши за нього жодного матчу.
2 лютого 2015 року Огнєн Враньєш уклав контракт із турецьким клубом «Газіантепспор», і грав у турецькій команді до 25 січня 2016 року, коли контракт був розірваний за обопільною згодою.
26 січня 2016 року Огнєн Враньєш уклав контракт із іспанським клубом «Спортінг» із Хіхона. З початку року провів за клуб із Хіхона 10 матчів у чемпіонаті Іспанії, та перейшов до російського клубу  «Том», у якому зіграв лише 7 матчів.
У кінці 2016 року Огнєн Враньєш уклав контракт із грецьким клубом «АЕК». У складі команди став чемпіоном країни в сезоні 2017—2018 років. У червні 2018 року футболіст став гравцем бельгійського клубу «Андерлехт». Проте в січні 2019 року через погану форму та численні скандали переведений до юнацької команди. У цьому ж році його на правах оренди віддали назад до «АЕКа», а в 2021 році віддали в оренду до іншого бельгійського клубу «Шарлеруа». У липні 2021 року Враньєш повернувся до «АЕКа» вже на правах постійного контракту. У липні 2022 року боснійський футболіст перейшов до турецького клубу «Хатайспор».

## Виступи за збірні
Протягом 2008—2010 років залучався до складу молодіжної збірної Боснії і Герцеговини. На молодіжному рівні зіграв в 11 офіційних матчах, забив 2 голи.
2010 року дебютував в офіційних матчах у складі національної збірної Боснії і Герцеговини. У складі збірної був учасником чемпіонату світу 2014 року в Бразилії. Наразі провів у формі головної команди країни 38 матчів.

## Особисте життя
Огнєн має старшого брата, Стояна, який також є футболістом і виступав за збірну Боснії і Герцеговини.

## Досягнення
- Чемпіон Греції (1):

АЕК: 2017–18